# Ronde van Frankrijk 2021/Dertiende etappe
De dertiende etappe van de Ronde van Frankrijk 2021 werd verreden op 9 juli met start in Nîmes en finish in Carcassonne.

## Verloop
De ontsnapping van de dag bestond uit Omer Goldstein, Pierre Latour en Sean Bennett. Ze kregen maximaal ruim vier minuten voorsprong. Met nog circa 65 kilometer te gaan en ruim een minuut voorsprong begonnen de aanvallen binnen de kopgroep, waarbij een aanval van Goldstein Bennett deed wegvallen. Ook in het peloton waren aanvallers, terwijl achter in het peloton een grote valpartij plaatsvond. Enige tijd later waren alle drie de aanvallers teruggehaald.
Quentin Pacher was de volgende die bij het peloton wegreed. Jan Bakelants vertrok later achter hem aan, maar werd snel weer teruggepakt. Met nog iets minder dan twintig kilometer te gaan, zakte ook Pacher terug in het peloton.
Kasper Asgreen trok de sprint aan voor Mark Cavendish. Hun ploeggenoot Davide Ballerini sprong aan het begin van de sprint weg. Hij werd door Iván García teruggehaald, maar die vormde daarmee wel de ideale springplank voor Michael Mørkøv die de Brit naar voren bracht, en Cavendish maakte het af. Het was niet alleen zijn vierde overwinning in deze Ronde, maar ook zijn 34e in totaal, waarmee het record aantal etappe-overwinningen in de Ronde van Frankrijk van Eddy Merckx werd geëvenaard.

## Uitslag
| Nîmes – Carcassonne (219,9 km) |                    |                                    |          |
| Plaats                         | Naam               | Ploeg                              | Tijd     |
| 1                              | Mark Cavendish     | Deceuninck–Quick-Step              | 5u04'29" |
| 2                              | Michael Mørkøv     | Deceuninck–Quick-Step              | z.t.     |
| 3                              | Jasper Philipsen   | Alpecin-Fenix                      | z.t.     |
| 4                              | Iván García        | Movistar Team                      | z.t.     |
| 5                              | Danny van Poppel   | Intermarché-Wanty-Gobert Matériaux | z.t.     |
| 6                              | Alex Aranburu      | Astana-Premier Tech                | z.t.     |
| 7                              | Christophe Laporte | Cofidis                            | z.t.     |
| 8                              | André Greipel      | Israel Start-Up Nation             | z.t.     |
| 9                              | Magnus Cort        | EF Education-Nippo                 | z.t.     |
| 10                             | Jasper Stuyven     | Trek-Segafredo                     | z.t.     |

| Algemeen klassement |                   |                     |           |
| Plaats              | Naam              | Ploeg               | Tijd      |
| Gele trui           | Tadej Pogačar     | UAE Team Emirates   | 52u27'12" |
| 2                   | Rigoberto Urán    | EF Education-Nippo  | + 5'18"   |
| 3                   | Jonas Vingegaard  | Team Jumbo-Visma    | + 5'32"   |
| 4                   | Richard Carapaz   | INEOS Grenadiers    | + 5'33"   |
| 5                   | Ben O'Connor      | AG2R-Citroën        | + 5'58"   |
| 6                   | Wilco Kelderman   | BORA-hansgrohe      | + 6'16"   |
| 7                   | Aleksej Loetsenko | Astana-Premier Tech | + 6'30"   |
| 8                   | Enric Mas         | Movistar Team       | + 7'11"   |
| 9                   | Guillaume Martin  | Cofidis             | + 9'29"   |
| 10                  | Peio Bilbao       | Bahrain-Victorious  | + 10'28"  |
|                     |                   |                     |           |
| 13                  | Wout van Aert     | Team Jumbo-Visma    | + 25'21"  |

## Nevenklassementen
| Puntenklassement |                  |                       |        |
| Plaats           | Naam             | Ploeg                 | Punten |
| Groene trui      | Mark Cavendish   | Deceuninck–Quick-Step | 279    |
| 2                | Michael Matthews | Team BikeExchange     | 178    |
| 3                | Jasper Philipsen | Alpecin-Fenix         | 171    |

| Bergklassement |                |                        |        |
| Plaats         | Naam           | Ploeg                  | Punten |
| Bolletjestrui  | Nairo Quintana | Arkéa-Samsic           | 50     |
| 2              | Wout van Aert  | Team Jumbo-Visma       | 43     |
| 3              | Michael Woods  | Israel Start-Up Nation | 42     |

| Jongerenklassement |                        |                   |           |
| Plaats             | Naam                   | Ploeg             | Tijd      |
| Witte trui         | Tadej Pogačar          | UAE Team Emirates | 52u27'12" |
| 2                  | Jonas Vingegaard       | Team Jumbo-Visma  | + 5'32"   |
| 3                  | Aurélien Paret-Peintre | AG2R-Citroën      | + 24'44"  |

| Ploegenklassement |                    |            |
| Plaats            | Ploeg              | Tijd       |
|                   | Bahrain-Victorious | 158u16'53" |
| 2                 | AG2R-Citroën       | + 10'01"   |
| 3                 | EF Education-Nippo | + 26'18"   |
| 4                 | INEOS Grenadiers   | + 17'27"   |
| 5                 | BORA-hansgrohe     | + 29'31"   |

## Opgaves
- Michael Gogl (Team Qhubeka NextHash): Niet gestart vanwege een knieblessure opgelopen in de achtste etappe
- Lucas Hamilton (Team BikeExchange): Opgave tijdens de etappe na een val
- Roger Kluge (Lotto Soudal): Opgave tijdens de etappe
- Simon Yates (Team BikeExchange): Opgave tijdens de etappe na een val

1e etappe ·
2e etappe ·
3e etappe ·
4e etappe ·
5e etappe ·
6e etappe ·
7e etappe ·
8e etappe ·
9e etappe ·
10e etappe ·
11e etappe ·
12e etappe ·
13e etappe ·
14e etappe ·
15e etappe ·
16e etappe ·
17e etappe ·
18e etappe ·
19e etappe ·
20e etappe ·
21e etappe
Startlijst · Eindstanden · Afbeeldingen